# Stelnica
Stelnica est une commune du județ de Ialomița en Roumanie.